# Salva Chamorro
Salvador Pérez Martínez, meglio noto come Salva Chamorro (Orihuela, 8 maggio 1990), è un ex calciatore spagnolo, di ruolo attaccante.

## Palmarès

### Competizioni nazionali
- Segunda División B: 1

Llagostera 2013-2014